# ここは今から倫理です。
『ここは今から倫理です。』（ここはいまからりんりです、From now on we begin ethics.）は、雨瀬シオリによる日本の漫画。倫理を教える教師と、彼が受け持つ高校生らとの出来事が描かれる。
『グランドジャンプPREMIUM』（集英社）にて、2016年11月号から2018年11月号まで連載された。その後、同誌が『グランドジャンプむちゃ』にリニューアルした際に移籍し、2019年1月号（創刊号）から連載中。2017年11月に第1巻が、雨瀬の『ALL OUT!!』の13巻と同時に発売された。『みんなが選ぶTSUTAYAコミック大賞2018』ネクストブレイク部門2位。2024年10月時点でシリーズ累計部数は230万部を突破している。
テレビドラマ化され、2021年1月から放送された。

## 概要
高校で倫理を受け持つ教師の高柳を狂言回しにして、授業の様子や各生徒が抱える問題、生徒と高柳との関わり合いが主に描かれる。エピソードは1話ないし2話完結で、エピソードごとに生徒1人ずつに焦点を当てている。
第1話（単行本1巻）から高柳の授業を受け始める生徒である3年生は、第18話（4巻）で卒業する。第20話（同）からは年度が変わり、高柳は新2年生の授業を受け持つ。第35話（7巻）の中で年度が変わると、高柳は他校へ転任する。
各年度の終盤には、高柳が与えたテーマについて生徒たちで議論する授業が行われ、その様子が描かれる中で、その年度の生徒全員が再登場する。年度の変わり目の第19話（4巻）、第36話（7巻）は大学時代の高柳と担当教授のエピソードを描いている。
以下、本記事では便宜上、各年度ごとに第1部、第2部、……、また大学時代のエピソードを過去編と呼称する。

## あらすじ
春。高校3年生らは体育、情報などから1つの選択科目を受けることになった。抽選が行われるほど人気の授業もあれば、受けることすら嫌がられるものもあった。その中で、倫理の授業が行われる教室には15人が集まる。倫理を受け持つ高柳は最初の授業で、「倫理は学ばずとも困ることはない」と、冷淡な様子で説明する。その言葉にある生徒は圧倒され、ある者は嫌悪し、ある者は尊敬の目を向ける。
その生徒の一人、教員の中でも有名な問題児である逢沢いち子は、高柳に艷やかな視線を向ける。1年前の出来事がきっかけで高柳に興味を抱いていた彼女は、授業後に高柳を誘惑しようとするも「自分が好きなのは教養のある女性だ」とあっさり受け流され、プライドを砕かれる。彼を見返してやろうと、手始めにボールペン字のテキストを手に取ったのをきっかけに、いち子は勉強にも関心を持ち、素行も改善されていく。そんなある日、その裏で不満を募らせていた元セックスフレンドの男子生徒らにいち子は強姦されかかる。そこへ1年前のように高柳が現れて、言葉だけで彼らを追い払う。いち子は、彼女を慰める高柳の笑顔を見て、突発的に恋愛感情を告げ、彼に見合う教養を持った女性になると宣言する。そんないち子に、高柳は「愛こそ貧しい知識から豊かな知識への架け橋である。」（マックス・シェーラー）という言葉を言い残して去る。
（以上、第1話（第1部）、単行本1巻）

## 登場人物

### 主人公
高柳（たかやなぎ）
声 - 櫻井孝宏（スペシャル映像） / 演 - 山田裕貴（テレビドラマ）
高校教諭。高校3年生の選択科目である倫理が専門で、政経の授業も掛け持ちで受け持っている。目つきが鋭いものの顔立ち自体は整っているので、一部の女生徒からは好評である。想定外の事態に直面すると、人間らしい慌てた表情を見せたりもするが、淡々とした口調と無表情で冷淡な印象を与える。態度とは裏腹に、あらゆる生徒に真摯に向き合い、彼らが抱える心の問題の解決に尽力する。その半面で、悩みを持つ人間にしか興味を持てず、自分は酷い人間だと自虐している。哲学者の言葉を引用することが多い。喫煙者。友達はそんなにいない。離婚歴があり、二度と結婚したくないとの理由で、逢沢いち子が卒業式の日に告白した際に交際を断っている。

### 倫理を受ける生徒たち

#### 第1部の生徒
逢沢 いち子（あいざわ いちこ）
第1話の中心人物。以後、第18話までたびたび物語にからんでくる。
不良めいた装いの女子生徒。校内だろうと構わず性行為におよぶ、課題を提出しないなど、問題児として有名な女生徒である。2年生の時に男子生徒との性行為を高柳に咎められ、以来彼が気になっていた。高柳から教養を身につけることを勧められ、試しにボールペン字のテキストを進めたのをきっかけに勉強に関心を持ち始めた。倫理を受け始めてからは一層高柳に惹かれ、彼に見合う教養を身に着けようと努力している。
酒井 美由紀（さかい みゆき）
声 - 河瀬茉希（スペシャル映像）
第2話の中心人物。
学年最上位の成績を残す女子生徒。倫理の授業内容を知らず、好奇心から倫理を選択した。最初の授業で高柳の冷たい言葉を「偉ぶっている」と受け取り、彼を快く思わなかった。中学生時に図書室の蔵書を全て読み終え、本を読めば何でも理解できると悟った。それ故、身をもって経験することを軽視している節がある。知識が大抵の人間より豊富なせいで、同級生、さらに教師や親ですら、無知だと見下している。
八木 まりあ（やぎ まりあ）
声 - 西川舞（スペシャル映像）
第2話で酒井美由紀と関わってくる人物。
うさぎのヘアピンと八重歯が特徴的な女子生徒。学級の友人と共に体育を選択したが、まりあだけは抽選から漏れてしまった。美由紀とは同級生だが、倫理で一緒になったのをきっかけに彼女と関わり始める。恋愛経験が豊富な美由紀を「ししょー」と呼ぶ。大学生の彼氏ができて喜んでいたが、彼氏とその友人から輪姦され、学校の屋上で自殺未遂を起こす。
谷口 恭一（たにぐち きょういち）
第3話の中心人物。
丸眼鏡が特徴的な、いわゆる地味な容姿の男子生徒。逢沢とは同級生。小中学生時にいじめを受けた経験から、いじめられっ子を救える「いい先生」になろうと志す。逢沢が男子生徒に強姦されかけているのを高柳に通報し、間接的に彼女を救う。趣味はプラモデル。
本田 奈津子（ほんだ なつこ）
第4話の中心人物。
3年2組に所属する女子生徒。ボリュームのあるショートヘアが特徴。休憩時間ごとに鞄の中を覗き込んでおり、それをからかった同級生に怪我を負わせてしまう。大人しい生徒と思われていた故に、事件は教員内で大きく取り上げられる。
間 幸喜（はざま こうき）
第5話の中心人物。
不良っぽい見た目の男子生徒。倫理の授業中はいつも居眠りしている。それを高柳に指摘され、落ち着いてから話がしたいと、彼から電話番号を渡される。母子家庭で母親は深夜まで帰ってこず、退屈しのぎに夜遊びに出かけていたために生活リズムが狂い、学校ではいつも睡魔に襲われている。
深川 時代（ふかがわ ときよ）
第6話の中心人物。
クールビューティーといった印象の女子生徒。サディストを自称している。教師を泣かせる遊戯にはまっており、1年生時に高柳にセクハラの罪を着せようとした。結果、高柳が表情を全く変えず、欲求を満たせなかったことを根に持っている。美人でモデルをしている姉がおり、幼少時から姉に対しコンプレックスを抱いていた。物理教師の松田を陥れようとするが、高柳に制止される。
都幾川 幸人（ときがわ ゆきと）
第7話の中心人物。
頬にそばかすの目立つ男子生徒。額に一文字の傷跡があり、それを隠すために前髪を伸ばしている。他人の大声に敏感で、特に声の大きい梅沢教諭を嫌っている。対して丁寧な声の高柳を気に入っている。母子家庭で育ち、母親が精神病から暴力を振るっていたために愛着障害を持っており、人との会話や距離感が上手く掴めていない。
山野 亮太（やまの りょうた）
第8話の中心人物。
普通を自称する男子生徒。間や近藤とつるんでおり、問題児的な立ち位置にいる2人を特別視している。それとは逆に、境遇や能力に特徴がなく、普通な自身に悩んでいる。
安村 麻友（やすむら まゆ）
第9話の中心人物。
地味な容姿の女子生徒。「+゜まゆ*。」というユーザーネームでSNSをしており、胸の谷間や脚を露出した写真で人気を得ている。SNS中毒気味で、所構わずスマートフォンの画面にかじりついている。
近藤 陸（こんどう りく）
第10・11話の中心人物。
問題児と称される男子生徒。兄が「ヤクザっぽいこと」をしており、間と山野からは一目置かれている。ある日、兄の頼みで薬物と現金の交換を手伝い、それ以来兄の行動を手伝うようになり、学校を休むようになる。
曽我 涼馬（そが りょうま）
第12話の中心人物。
成績優秀だが、学校内で一切口をきかない変わり者。
田村 創（たむら はじめ）
第13話の中心人物。
母親に従って受験勉強に励んでいるが、嫌気がさしている。
南 香緒里（みなみ かおり）
第14話の中心人物。
3年4組に所属する女子生徒。交友関係は深く狭くがいいと考えている。群れるのが苦手で、クラスの結束しようとする雰囲気の強さに内心でなじめず、距離を置いている。
高崎 由梨（たかさき ゆり）
第15・16話の中心人物。
リストカットを繰り返している。倫理の授業中にもリストカットを試み、それを見て制止しようとした都幾川を巻き込んで騒動になる。

#### 第2部の生徒
沖津 叶太（おきつ かなた）
第20話の中心人物。第21・26話にもからんでくる。
自身の性に曖昧なXジェンダーの男子生徒。家族の事を気にかけない父親のことを嫌っており、そんな父の象徴であるネクタイのことも嫌っている。ネクタイとブレザーを着用せずに登校していたため、服装検査を行っていた高柳に指摘される。
井上 花琳（いのうえ かりん）
第21話の中心人物。
自分がかわいいことや周りからそう見られること、また自分がかわいいと思う存在にこだわる。そのため沖津に声をかけるが、素っ気ない態度をとられたことから険悪な関係になる。
綿野 佑輔（わたの ゆうすけ）
第22話の中心人物。
スマホゲームにはまっているが、スマホを壊してしまい、何をしていいかわからなくなる。
隅井 桜花（すみい おうか）
第23・24話の中心人物。
見た目は可愛い女子生徒で、過剰にいい子を演じているが、密かに万引きを繰り返している。倫理の授業では自ら号令をかけるが、授業そのものは真面目に受ける風でもなく、高柳に校外で声をかけられても自分の学校の教師とさえ気がつかなかった。
春山 剛司（はるやま つよし）
第25話の中心人物。
自宅で祖父の介護を引き受けているヤングケアラー。
六本（ろくもと）
第26話の中心人物。第29話にも絡んでくる。
大柄な女子生徒で、トランス・ヴェスタイト。女子の制服にスラックスの追加とリボン強制の撤廃を訴える署名活動をしている。
鳥岡（とりおか）
第27・28話の中心人物。第26話にも絡んでくる。
暴力沙汰が絶えず、停学にもなっている男子生徒。「何かを殺したい」という衝動が抑えられず、ケンカも「殺し合い」のつもりで徹底的にやりあっている。
高柳に「何で人を殺しちゃいけないの」という話をしたがる彼を、高柳は友人である学校外のカウンセラーのもとへ連れて行く。
竹田 美恵（たけだ みえ）
第29話の中心人物。
自慰行為への罪悪感と自己嫌悪に悩んだ末、高柳に相談する。
戸川 諒太郎（とがわ りょうたろう）
第30話の中心人物。
サッカー部の次期キャプテンにしたいと顧問に言われて喜ぶが、一方でその顧問による自身を含む部員への体罰に悩んでいる。
田岡 嘉一（たおか よしかず）
第31話の中心人物。
修学旅行の出発当日に、なぜか集合場所でなく学校へ行き、修学旅行中の3日間、一人教室で補修を受け続け、高柳もそれに付き合わされる。
次にいつ来日するかもわからない、好きなヘヴィメタルバンドのライブのチケットが取れたのが、修学旅行をサボった理由であった。
修学旅行に行った方が良かったと諭す他の教師たちに対し、高柳は田岡の決断に肯定的反応を示す。
川西（かわにし）
第32話の中心人物。内気な女子生徒。
クレランボー症候群の気があって、高柳が自分に惚れているが告白できないでいる、自分が支えてあげたいと思い込む。高柳を付け回して行きつけの喫茶店を見つけ、マスターにも顔を覚えられるまで入りびたる。
高柳の転勤の話を聞いて動揺した彼女から、マスターが代わりに話をきいてやる。
南条（なんじょう）
第33話の中心人物。冷めた感じの女子生徒。
作中では明かされていないが、母親が嘆き、父親には絶対に言ってはいけないと言われる選択をした。

#### 第3部の生徒
平江 駒子（ひらえ こまこ）
第37話の中心人物。明るい性格で声が大きいが、それゆえ、静かな生徒が多い校内では疎まれている。
父親は読書家で、娘にいろいろ本を薦めてくるが、本人はあまり読書に関心がない模様。
久井 清一（ひさい せいいち）
第38話の中心人物。幼いときから大人に認められて育ったために、承認欲求がたいへん強い。
大人に認められて育ったためクラスメイトを見下し、クラス内では浮いていた。孤高な高柳を見て、ああはなりたくないと思い、多少、クラスメイトに打ち解けるようになった。
長野 光雄（ながの こうゆう）
第39話の中心人物。実家は新興宗教を信仰しており、本人も信仰心がある。
信仰故に幼いときから怒りを抑えて育ち、本人もそれを肯定している。精神的に不安定なガールフレンドがいる。
国近 芹菜（くにちか せりな）
第40・41話の中心人物。援助交際をし、破滅的な生活をしている。
援助交際に向かう途中に居酒屋から出てきた高柳と葛尾を見て、2人が交際していると勘違いした。市井の優しさに触れて心動かされるも、生き方を変えることが出来ない。
鈴木 結衣（すずき ゆい）
第42話の中心人物。自分の顔にコンプレックスを持っている。
整った顔を持つ高柳を勝ち組と考えている。
佐貫 勇太（さぬき ゆうた）
第43話の中心人物。正義感が強いが、ひとりよがりな性格。
高柳から恕の心を持つよう諭される。
宇土野 綾（うどの あや）
第44話の中心人物。
親友の加賀谷えみりと別のクラスになり、さらに彼女が軽音部に入ったことで疑心暗鬼にかられるようになる。
金町 紘子（かなまち ひろこ）
第45話の中心人物。親の言うことをよく聞く、おとなしい生活。
親の言うとおりに生活しているが、単調な生活に飽き、冒険をしたいと思っている。
辻（つじ）
第46話の中心人物。
両親が離婚したが、そのことで他人から同情されたくないという思いが強い男子生徒。兄やクラスメイトからは「龍」「龍ちゃん」と言われている。
沢石（さわいし）
第47話の中心人物。授業中に独特な絵を描く女子生徒。
美術教師の柿崎になついている。柿崎いわく「少し遅れている」高柳いわく「グレーゾーン」。
与野（よの）
第48話の中心人物。
YUNというユーチューバーに傾倒し、その言葉を鵜呑みにしている男子生徒。YUN主催のオフラインパーティーに参加し、現実を垣間見る。

### 第1部・第2部の教師陣
小林（こばやし）
地理を担当する女性教師。喫煙者の高柳に何かと嫌味を言う。
萩原（はぎわら）
3年2組を担任する若手の女性教師。
松田（まつだ）
物理を担当する男性教師。生徒から立ち振舞についてからかわれている。
梅沢（うめざわ）
体育を担当する男性教師。話し声が非常に大きい。
藤川（ふじかわ）
養護教諭を務める女性。
木原（きはら）
近藤のクラスを担任する男性教師。
柊（ひいらぎ）
隅井のクラスを担任する女性教師。生徒に優しい。中学生の息子を持ち、反抗期に悩んでいる。

### 第3部の教師陣
葛尾 友子（くずお ともこ）
高柳と同時に着任した若い女性教師。英語を担当する。
市井 すみ子（いちい すみこ）
高柳と同時に着任した女性教師。古典と現代文を担当する。
蓮井（はすい）
ベテランの男性教師。
柿崎（かきざき）
美術を担当する男性教師。沢石という生徒を辛抱強く指導している。専攻は現代美術。

### 過去編
教授
高柳が属する哲学科のゼミの担当教授。年配の男性で酒飲み。
第19話で高柳と熱海へ二人旅に行き、第36話でゼミの卒業旅行で日光へ付き合わされる。
佐名美（さなみ）という娘がいる。

## 書誌情報

### 漫画
- 雨瀬シオリ 『ここは今から倫理です。』 集英社〈ヤングジャンプコミックス〉、既刊9巻（2024年5月17日現在）
  1. 2017年11月22日発売[8]、ISBN 978-4-08-890791-8
  2. 2018年6月19日発売[9]、ISBN 978-4-08-891056-7
  3. 2019年4月19日発売[10]、ISBN 978-4-08-891261-5
  4. 2020年2月19日発売[11]、ISBN 978-4-08-891487-9
  5. 2020年12月18日発売[12]、ISBN 978-4-08-891740-5
  6. 2021年6月18日発売[13]、ISBN 978-4-08-891740-5
  7. 2022年6月17日発売[14]、ISBN 978-4-08-892348-2
  8. 2023年8月18日発売[15]、ISBN 978-4-08-892808-1
  9. 2024年5月17日発売[16]、ISBN 978-4-08-893370-2

### ノベライズ
- ひずき優（著） / 雨瀬シオリ（原作） 『小説 ここは今から倫理です。』 集英社〈集英社文庫〉、2020年12月18日発売[17]、ISBN 978-4-08-744197-0

## テレビドラマ
2021年1月16日から3月13日までNHK総合「よるドラ」で放送。主演は山田裕貴。
関連ミニ番組として、『ここはぺこぱと倫理です』が2021年1月22日から放送されている。倫理教師高柳を演じる山田裕貴がドラマ本編終了後、毎週視聴者に向けてテーマの募集を呼びかけ、お笑いタレントのぺこぱの2人が、ラジオ番組風のセットで、募集テーマに沿った視聴者からの悩みや質問に答える構成となっている。
同年4月から「よるドラ」の枠が月曜の22:45 - 23:15に移動となるため、本作は土曜日時代の放送としては最後の作品となる。
また、NHKプラス・TVerにて1週間限定の見逃し配信を実施している。
第58回ギャラクシー賞テレビ部門奨励賞を受賞（2020年度）。
高柳の喫煙シーンは、原作では校内の喫煙を許された部屋で行われているが、ドラマでは学校近くの喫煙場に変更されている。

### キャスト
- 高柳 - 山田裕貴[22]
- 逢沢いち子 - 茅島みずき[22]
- 谷口恭一 - 池田優斗[22]
- 間幸喜 - 渡邉蒼[22]
- 深川時代 - 池田朱那[22]
- 近藤陸 - 川野快晴[22]
- 山野亮太 - 浦上晟周[22]
- 高崎由梨 - 吉柳咲良[22]
- 都幾川幸人 - 板垣李光人[22]
- 曽我涼馬 - 犬飼直紀[22]
- 田村創 - 杉田雷麟[22]
- 南香緒里 - 中田青渚[22]
- ジュダ - 成河
- 梅沢 - 川島潤哉
- 桐谷 - 三上市朗
- 藤川 - 梅舟惟永
- 松田 - 田村健太郎
- 幸喜の母 - 陽月華

### スタッフ
- 原作 - 雨瀬シオリ 『ここは今から倫理です。』（グランドジャンプむちゃ連載中）
- 脚本 - 高羽彩
- 音楽 - 梅林太郎
- 制作統括 - 尾崎裕和、管原浩
- プロデューサー - 倉崎憲
- 演出 - 渡辺哲也、小野見知、大野陽平

### 放送日程
| 放送回 | 放送日  | 演出     |
| ------ | ------- | -------- |
| 第1回  | 1月16日 | 渡辺哲也 |
| 第2回  | 1月23日 | 渡辺哲也 |
| 第3回  | 1月30日 | 小野見知 |
| 第4回  | 2月6日  | 渡辺哲也 |
| 第5回  | 2月20日 | 小野見知 |
| 第6回  | 2月27日 | 大野陽平 |
| 第7回  | 3月6日  | 小野見知 |
| 最終回 | 3月13日 | 渡辺哲也 |

※2月13日は同日23時8分に福島県沖地震が発生したことにより報道特別番組が編成されたため放送休止。
| NHK総合 よるドラ                                   | NHK総合 よるドラ                                                                       | NHK総合 よるドラ                                                            |
| 前番組                                             | 番組名                                                                                 | 次番組                                                                      |
| -------------------------------------------------- | -------------------------------------------------------------------------------------- | --------------------------------------------------------------------------- |
| 閻魔堂沙羅の推理奇譚 （2020年10月31日 - 12月19日） | ここは今から倫理です。 （2021年1月16日 - 3月13日） - ※ここまで土曜23:30 - 翌0:00に放送 | きれいのくに （2021年4月12日 - 5月31日） - ※ここから月曜22:45 - 23:15に放送 |
| NHK総合 土曜23:30 - 23:40                          |                                                                                        |                                                                             |
| 閻魔堂沙羅の推理奇譚 ※23:30 - 翌0:00               | ここは今から倫理です。 【ここまで「よるドラ」枠】                                      | シブヤノオト ※23:10 - 23:40 【55分繰り上げ】                                |
| NHK総合 土曜23:40 - 23:45                          |                                                                                        |                                                                             |
| 閻魔堂沙羅の推理奇譚 ※23:30 - 翌0:00               | ここは今から倫理です。 【ここまで「よるドラ」枠】                                      | ニュース・気象情報 【20分繰り上げ】                                         |
| NHK総合 土曜23:45 - 23:50                          |                                                                                        |                                                                             |
| 閻魔堂沙羅の推理奇譚 ※23:30 - 翌0:00               | ここは今から倫理です。 【ここまで「よるドラ」枠】                                      | 聖火リレーデイリーハイライト                                                |
| NHK総合 最終週以外の土曜23:50 - 翌0:00             |                                                                                        |                                                                             |
| 閻魔堂沙羅の推理奇譚 ※23:30 - 翌0:00               | ここは今から倫理です。 【ここまで「よるドラ」枠】                                      | BSリメイク・アナザーストーリーズ 運命の分岐点 ※23:50 - 翌0:35               |
| NHK総合 最終週の土曜23:50 - 翌0:00                 |                                                                                        |                                                                             |
| 閻魔堂沙羅の推理奇譚 ※23:30 - 翌0:00               | ここは今から倫理です。 【ここまで「よるドラ」枠】                                      | 今夜も生でさだまさし ※23:50 - 翌1:20 【45分繰り上げ】                       |